# Smäck
Smäck är en vardaglig benämning på skärmmössa. Tidigare avsågs en liten snibbmössa, som vid hovsorg bars av hovets kvinnliga medlemmar tillsammans med en slöja som kallades "gravor" (betoning på sista stavelsen).
Smäck används ibland även som slangord för keps, "sitter som en smäck", och avser något som passar bra storleksmässigt (Lista över svenska liknelser). Smäck kallades under 1920-talet även för "kontorshatt". 
Båtmössan brukar ofta kallas för smäck inom marinen och ibland i poliskåren.